# 山景邨
山景邨（英語：Shan King Estate）是香港屯門區的第8個公共屋邨，位於香港新界屯門新市鎮西部、青山東麓，原址是河田村及農地，於1983年3月1日起入伙，已於2004年8月納入租者置其屋計劃，由置佳物業服務有限公司負責屋邨管理。單位總數達到8644伙，是全港39條租置計劃屋邨中提供最多單位的屋邨，唯出售率僅有54.3%，是出售率最低的租置屋邨。

## 屋邨資料

### 樓宇
| 樓宇名稱（座號）           | 樓宇類型                           | 落成年份       | 入伙日期      | 樓宇層數 （住宅層數）                 | 每層伙數                                | 單位數目（伙） | 承建商               | 提供升降機的廠商 | 期數 |
| -------------------------- | ---------------------------------- | -------------- | ------------- | ------------------------------------- | --------------------------------------- | -------------- | -------------------- | ---------------- | ---- |
| 景富樓（第1座） （英語：King Fu House） | 雙連座工字型 （第二代設計）        | 1983年1月      | 1983年10月1日 | 28（高座：2-28樓） 26（低座：2-26樓） | 15（27-28樓） 28（14樓） 30（其餘樓層） | 779            | 安利（蕭氏）承建     | 東芝             | 1    |
| 景貴樓（第2座） （英語：King Kwai House） | 雙連座工字型 （第二代設計）        | 1983年1月      | 1983年10月1日 | 28（高座：2-28樓） 26（低座：2-26樓） | 15（27-28樓） 28（14樓） 30（其餘樓層） | 776            | 安利（蕭氏）承建     | 東芝             | 1    |
| 景榮樓（第3座） （英語：King Wing House） | 舊長型 （中央走廊式，連接C+連接E） | 1983年1月      | 1983年3月1日  | 19（3-19樓）                          | 60                                      | 1,020          | 安利（蕭氏）承建     | 東芝             | 1    |
| 景華樓（第4座） （英語：King Wah House） | Y1型                               | 1985年10至11月 | 1986年2月1日  | 35（4-35樓）                          | 36                                      | 1,176          | 順成建築工程有限公司 | 東芝             | 2    |
| 景安樓（第5座） （英語：King On House） | Y2型                               | 1985年10至11月 | 1986年2月1日  | 35（2-35樓）                          | 24                                      | 816            | 順成建築工程有限公司 | 東芝             | 2    |
| 景樂樓（第6座） （英語：King Lok House） | Y2型                               | 1985年10至11月 | 1985年12月1日 | 35（2-35樓）                          | 24                                      | 816            | 新昌營造             | 東芝             | 2    |
| 景業樓（第7座） （英語：King Yip House） | Y2型                               | 1986年1月      | 1986年3月1日  | 35（2-35樓）                          | 24                                      | 816            | 新昌營造             | 東芝             | 3    |
| 景美樓（第8座） （英語：King Mei House） | Y1型                               | 1986年1月      | 1986年3月1日  | 35（3-35樓）                          | 36                                      | 1,222          | 新昌營造             | 快高靈           | 3    |
| 景麗樓（第9座） （英語：King Lai House） | Y1型                               | 1986年1月      | 1986年3月1日  | 35（2-35樓）                          | 36                                      | 1,224          | 新昌營造             | 快高靈           | 3    |

值得一提的是，山景邨內的Y型大廈，在建成時主要用於接收受興建城大校舍影響的木屋居民，並接收部分大窩口邨重建的受影響居民；另外景樂、景業樓3樓以及景美樓2樓設有行人天橋通往社區康樂大樓。景美樓2樓A翼走廊因後期提升保安系統關係而加設大廈大門，導致尾端兩個單位（A211及A212室）因位於大門之外而無限期被鐵鏈鎖上，由於缺乏保養，單位鐵閘已嚴重生鏽，該等單位大門仍保留80年代出租公屋單位大門設有的入信口。

### 設施

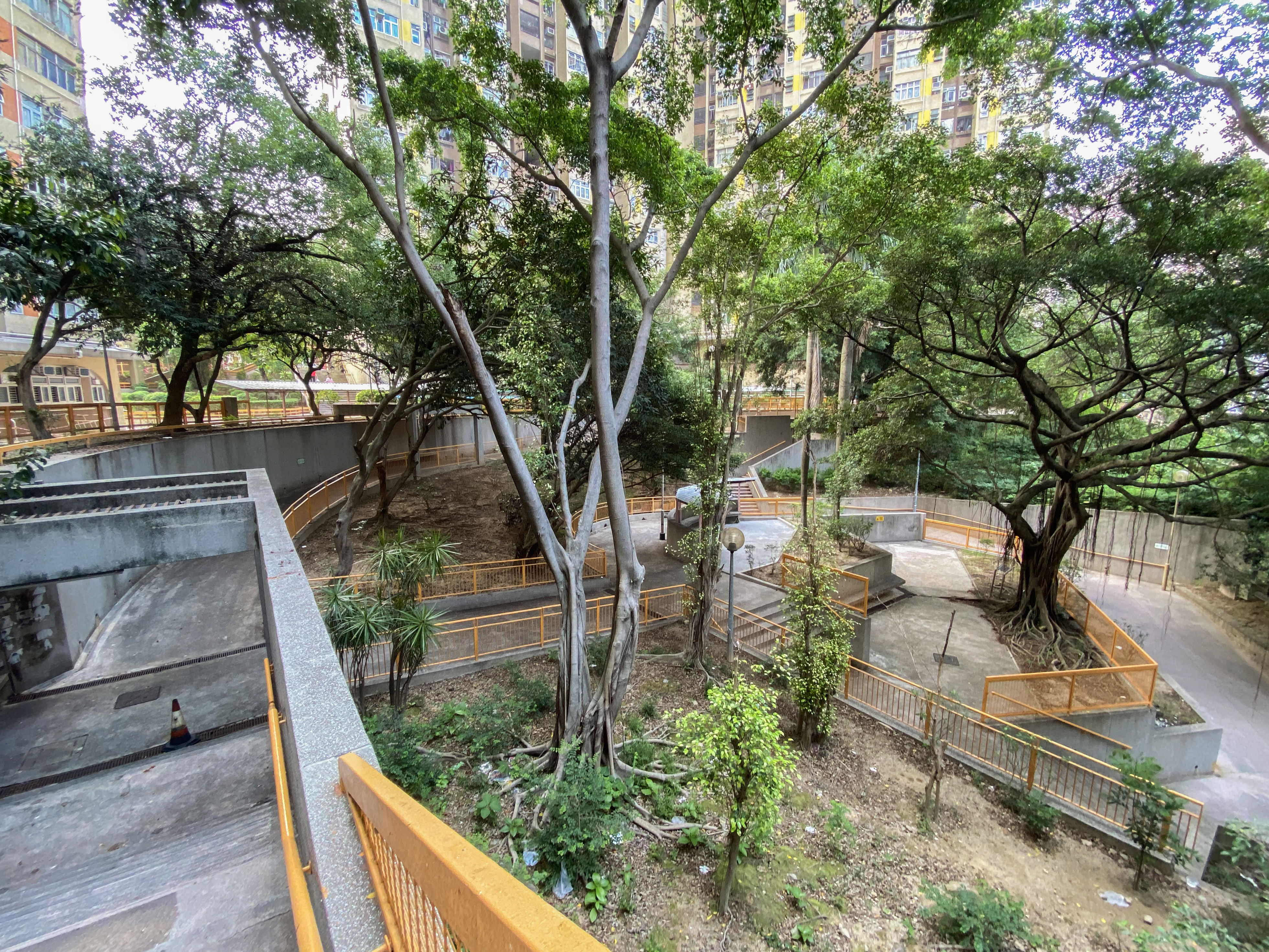
連接山景商場的下沉廣場

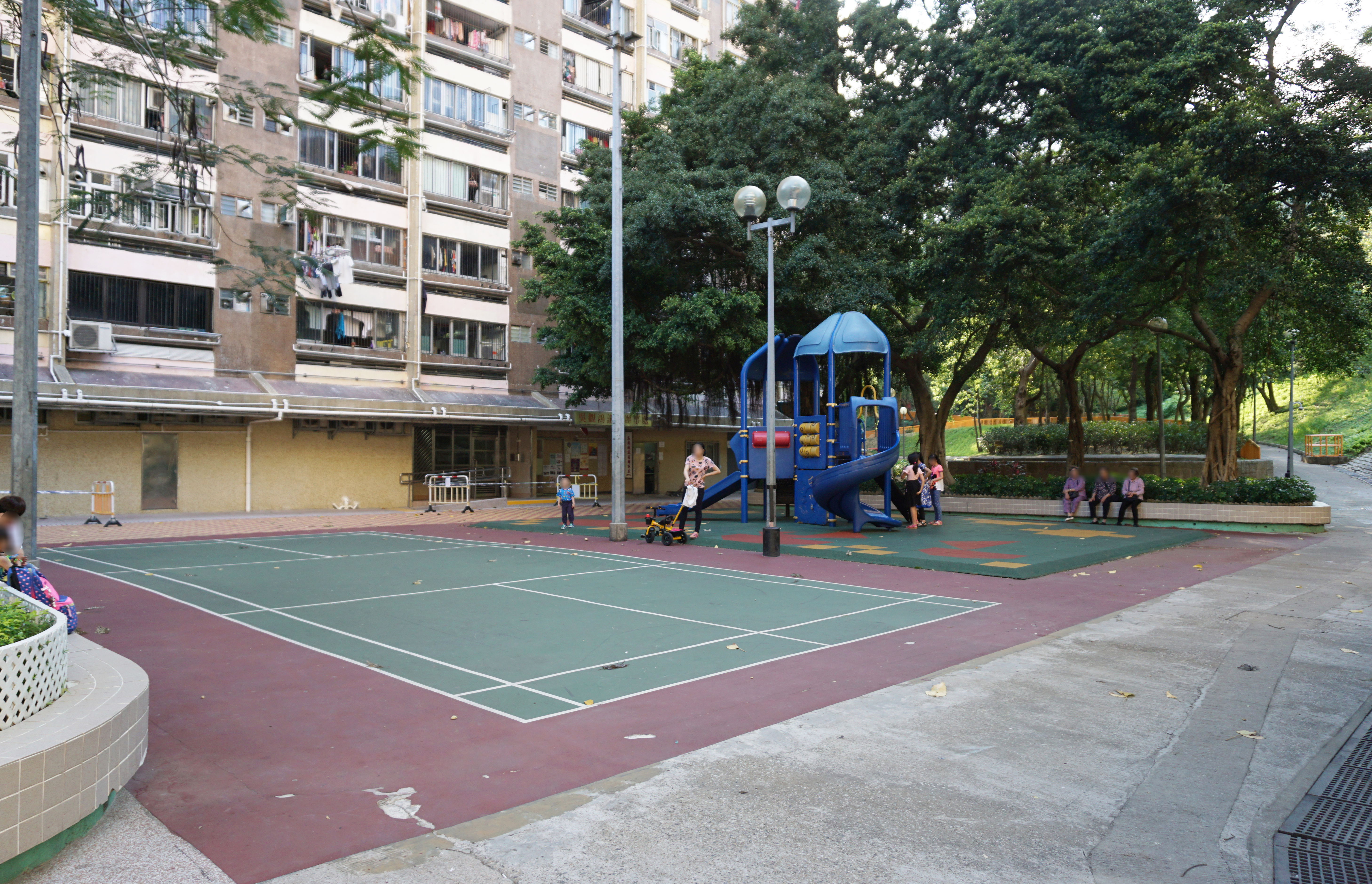
羽毛球場

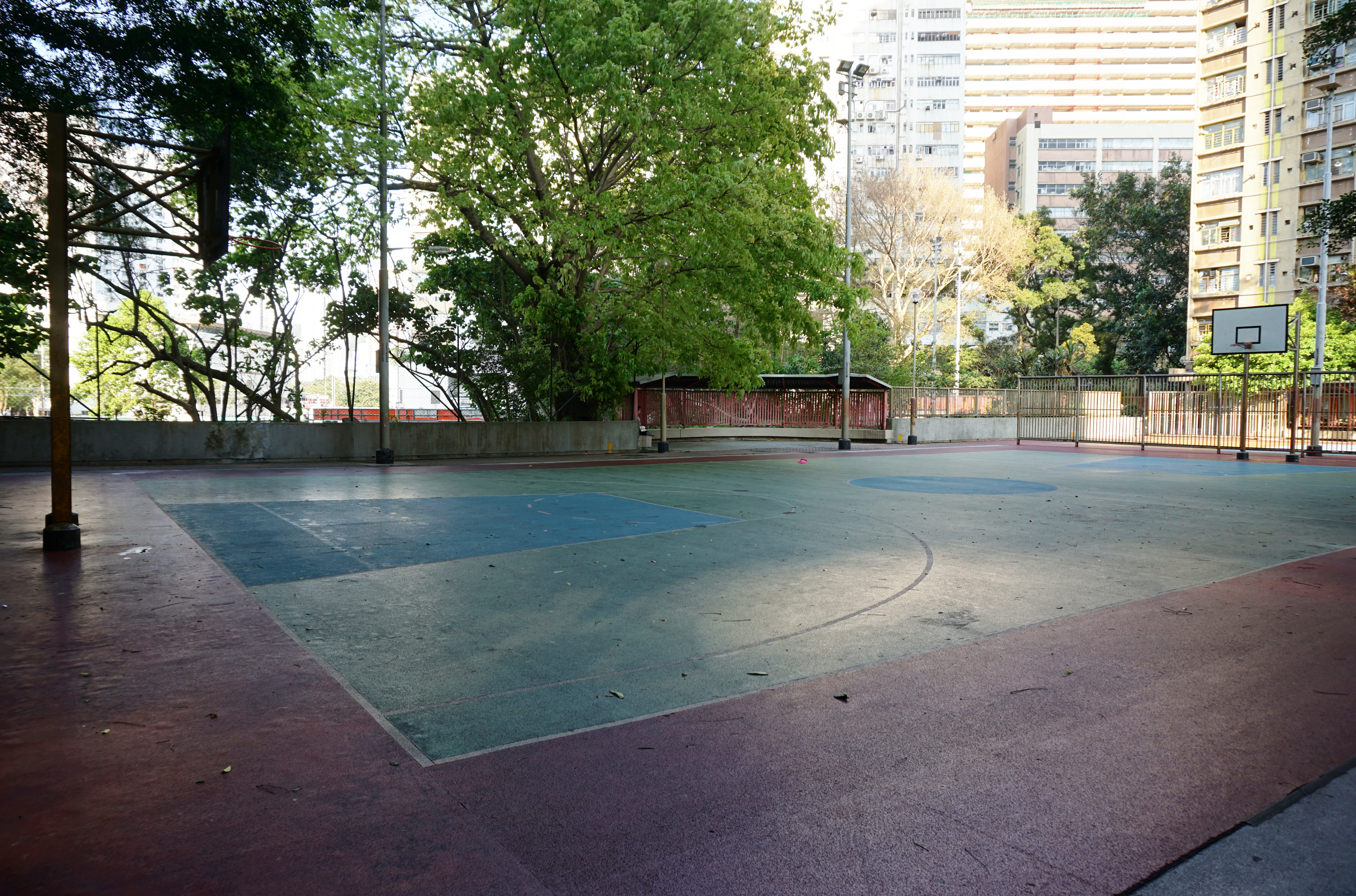
籃球場

屋邨設有多個兒童遊樂場、籃球場、排球場、羽毛球場、足球場、卵石路步行徑及健體區。

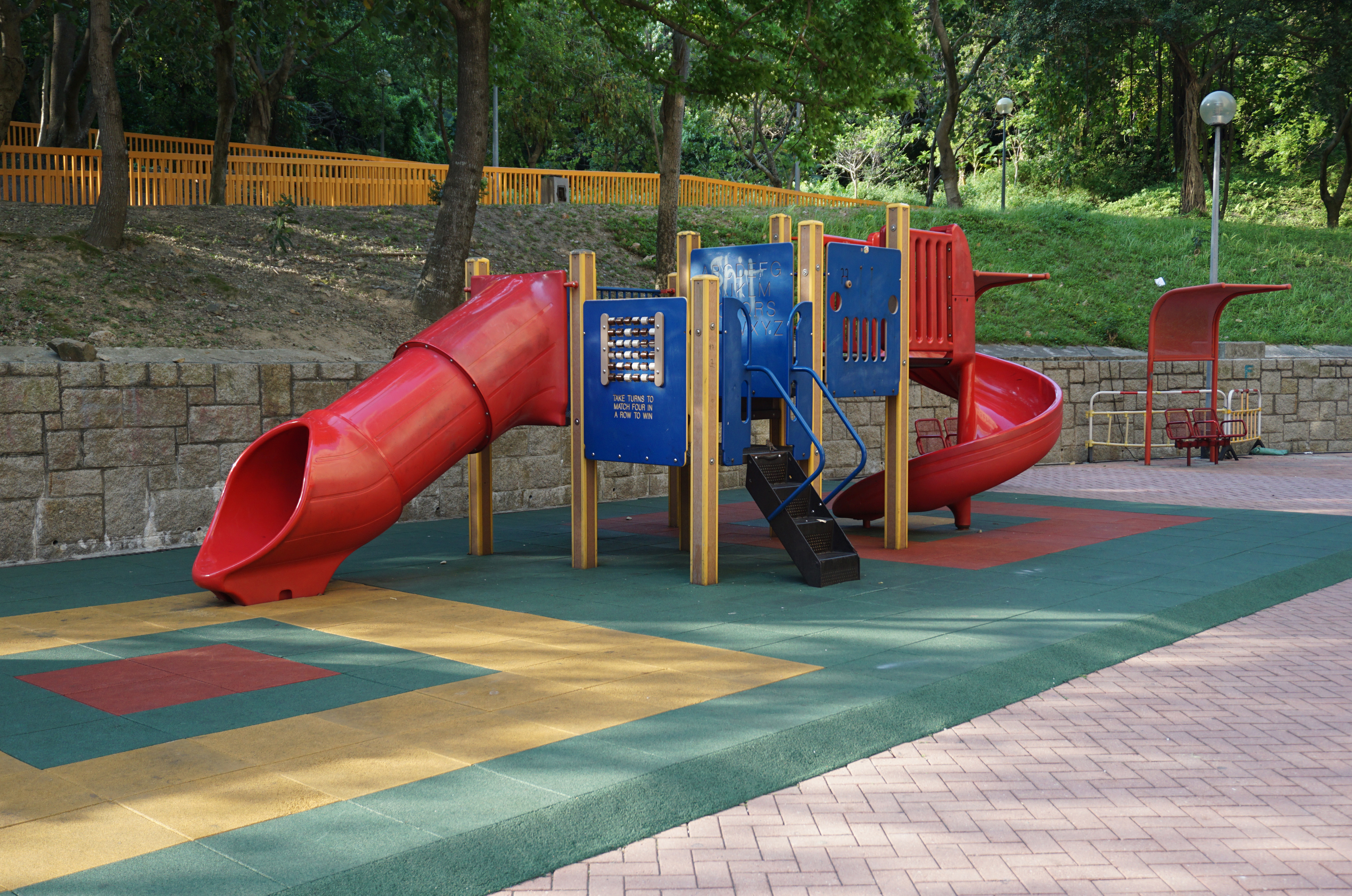
密封式滑梯遊玩設施
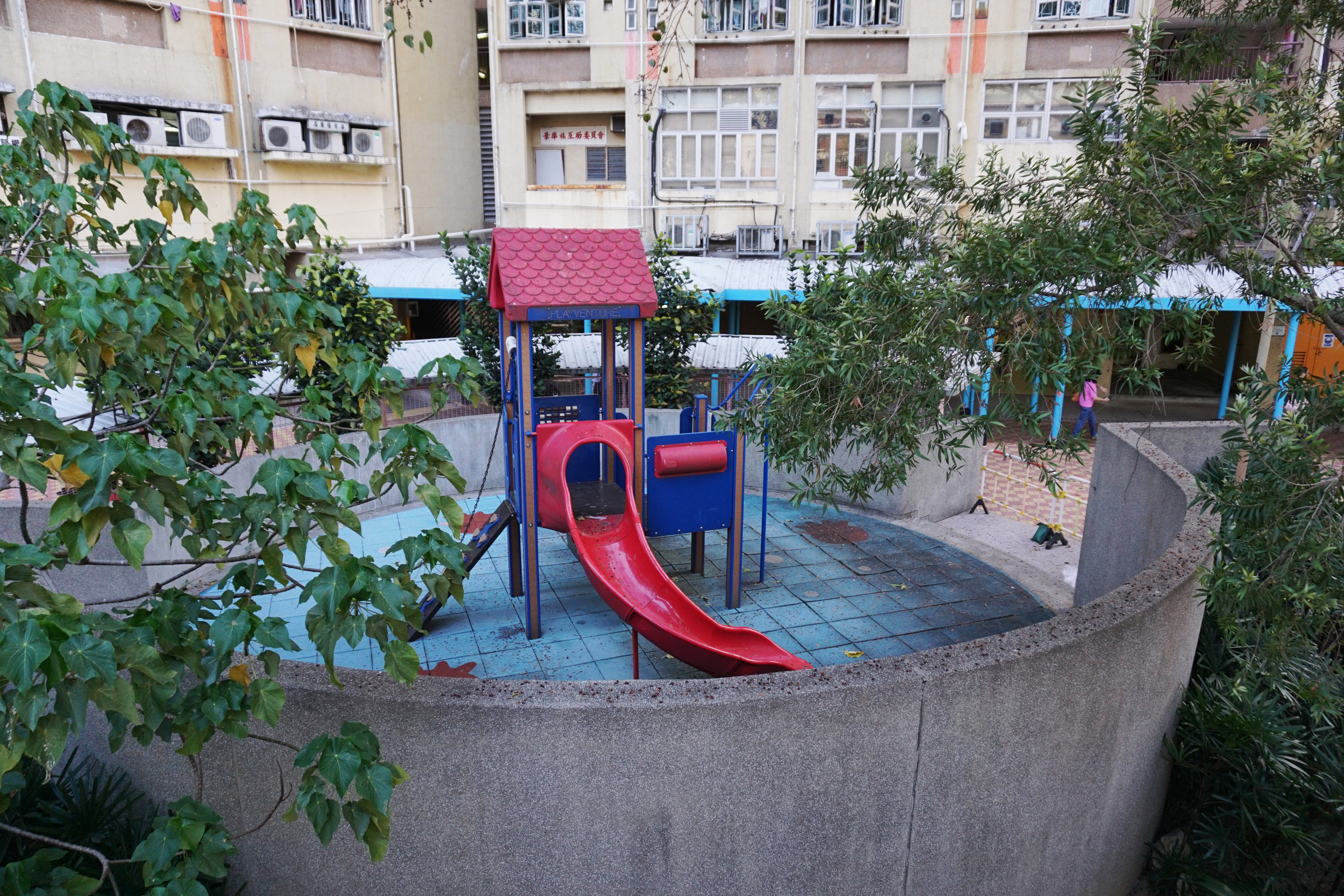
設有小童攀石牆的遊樂設備
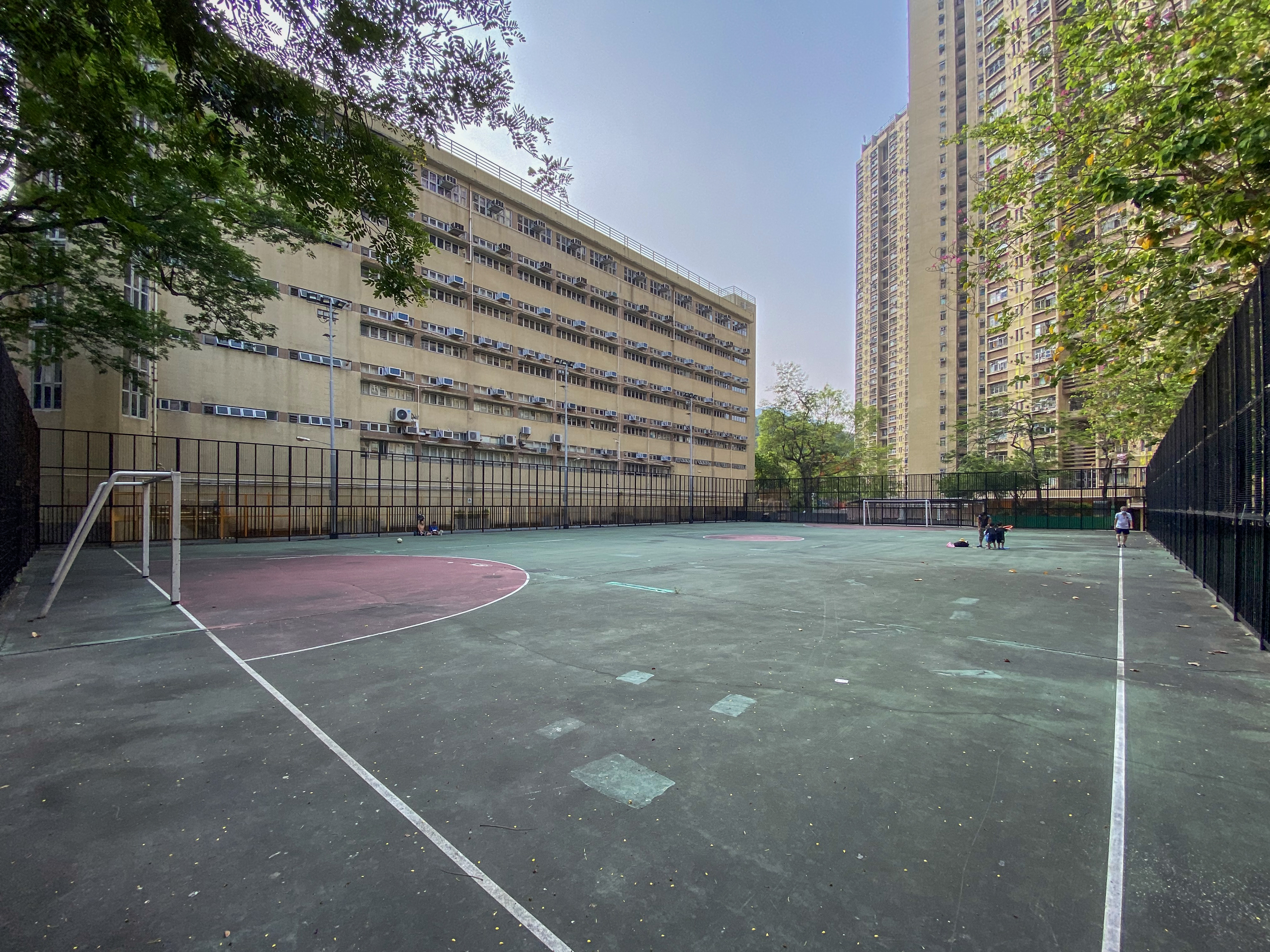
近仁愛堂田家炳中學的足球場
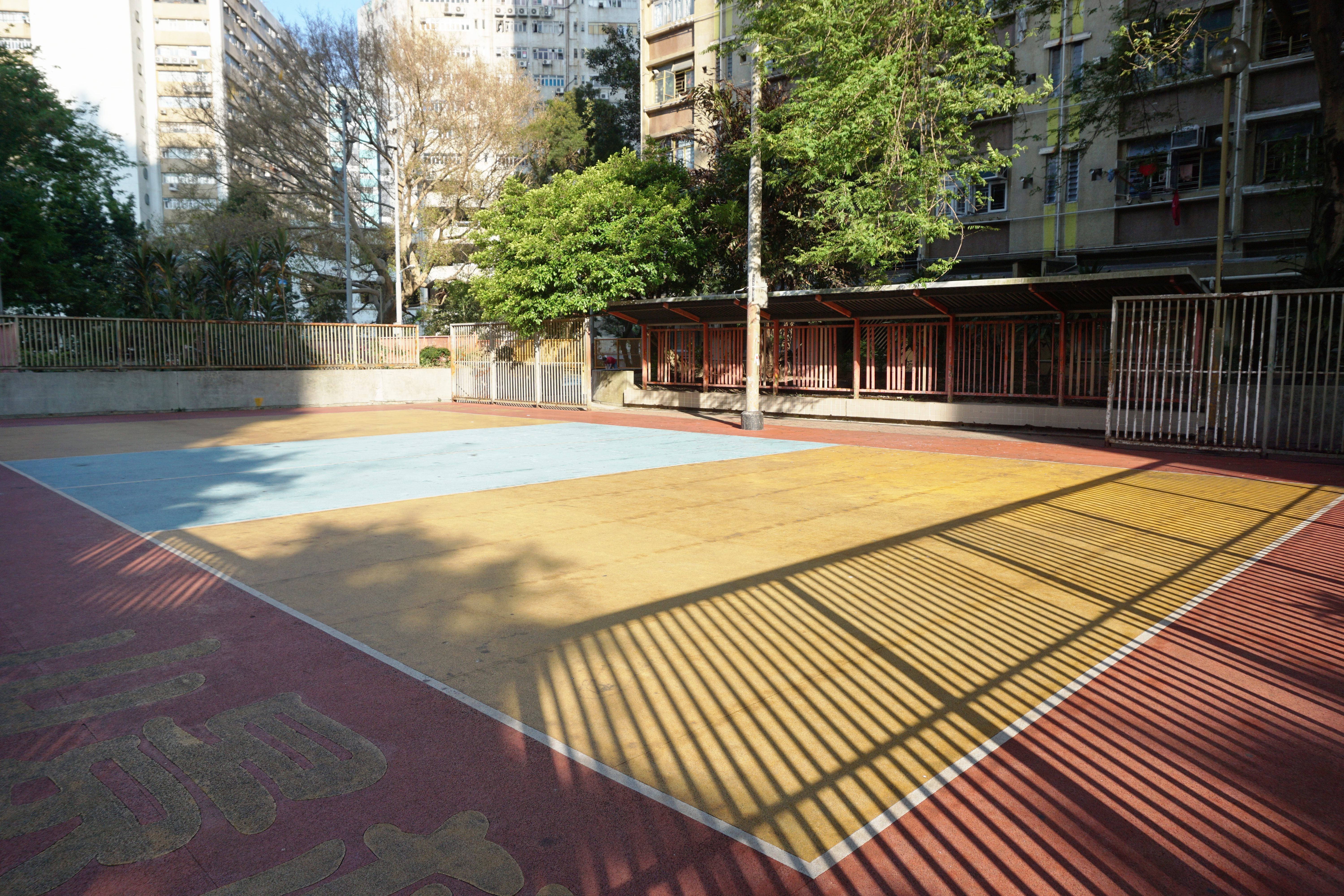
排球場
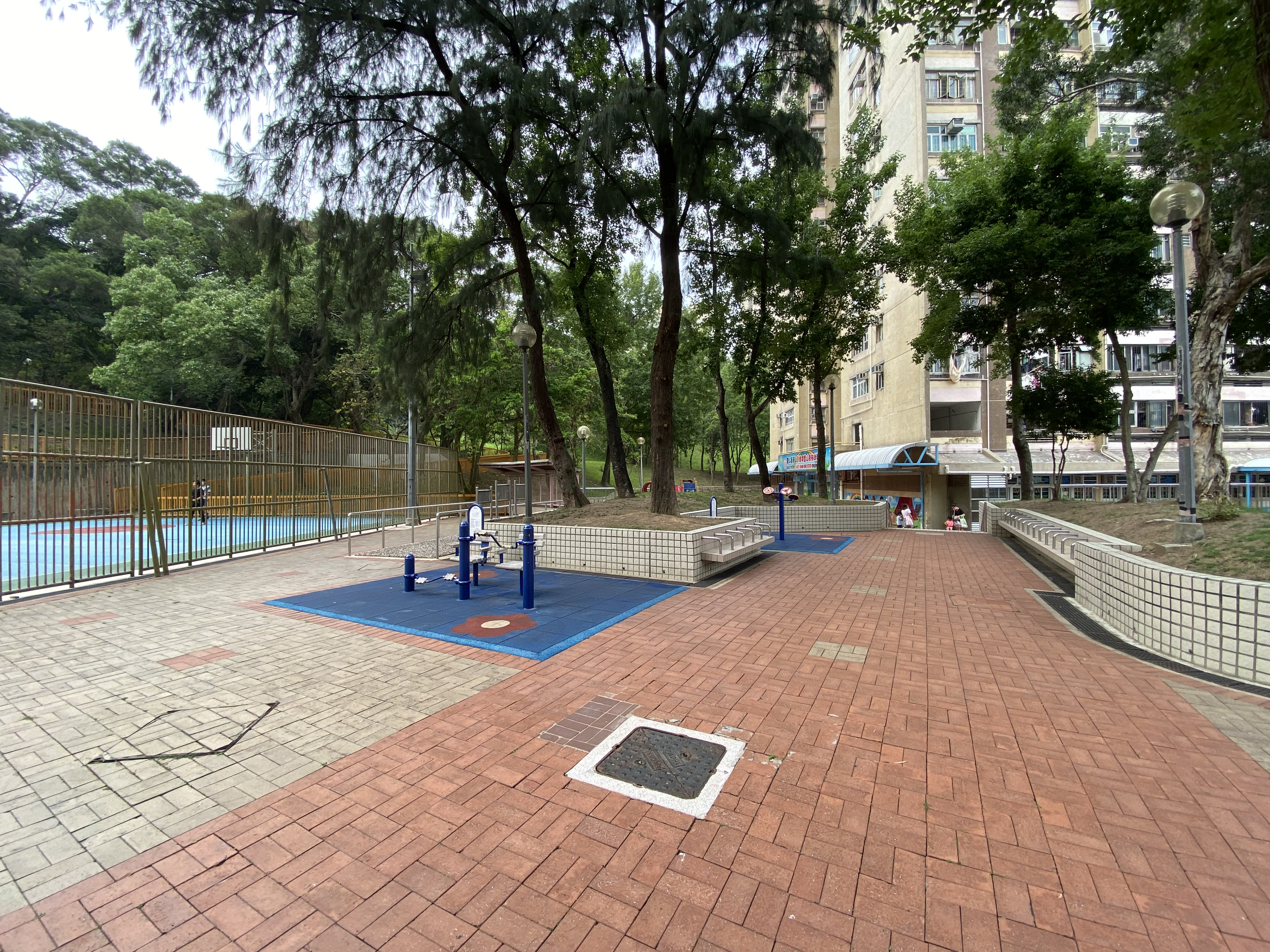
景富樓對出的卵石路步行徑及健體區
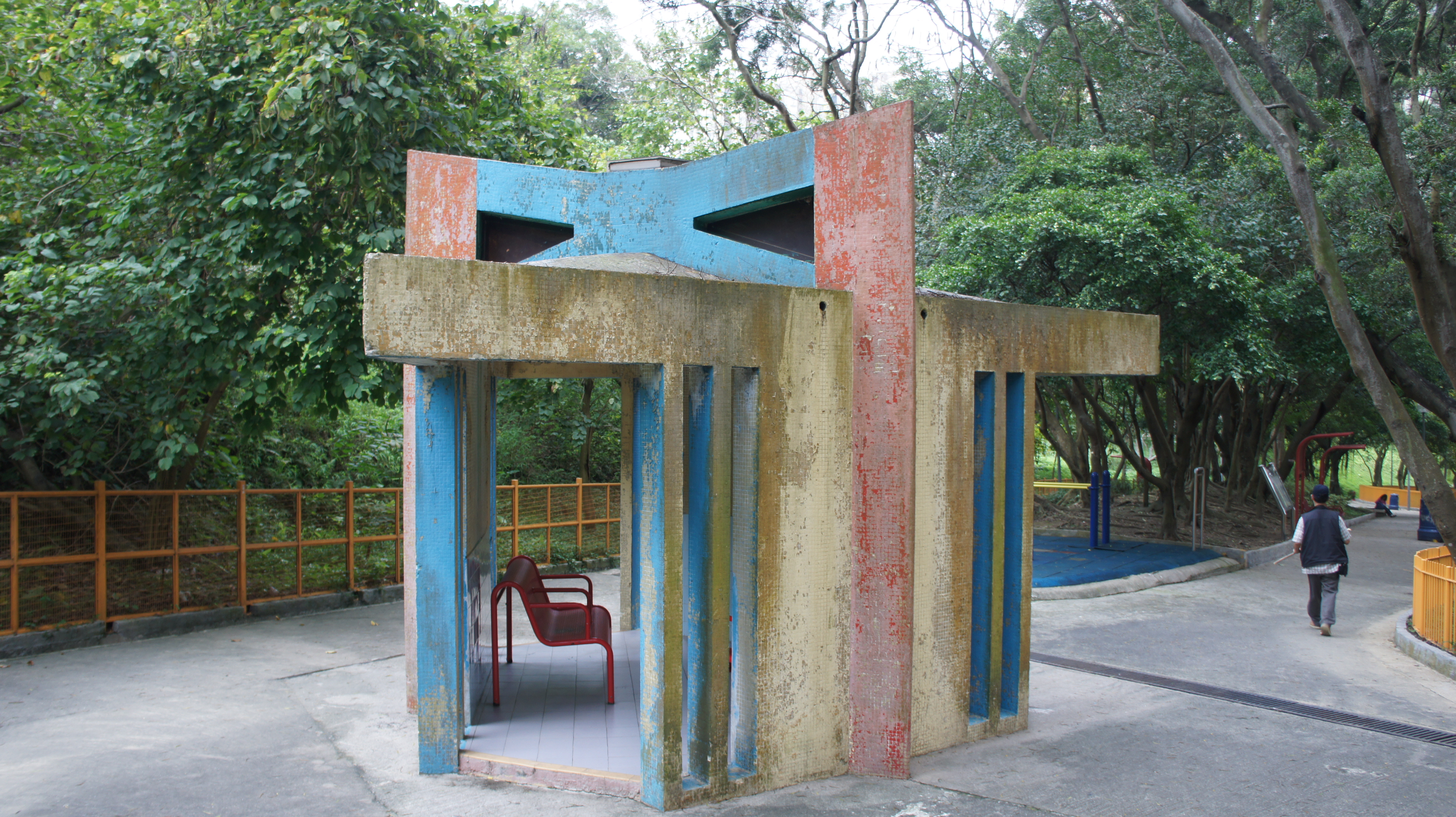
景富樓外涼亭

### 山景商場

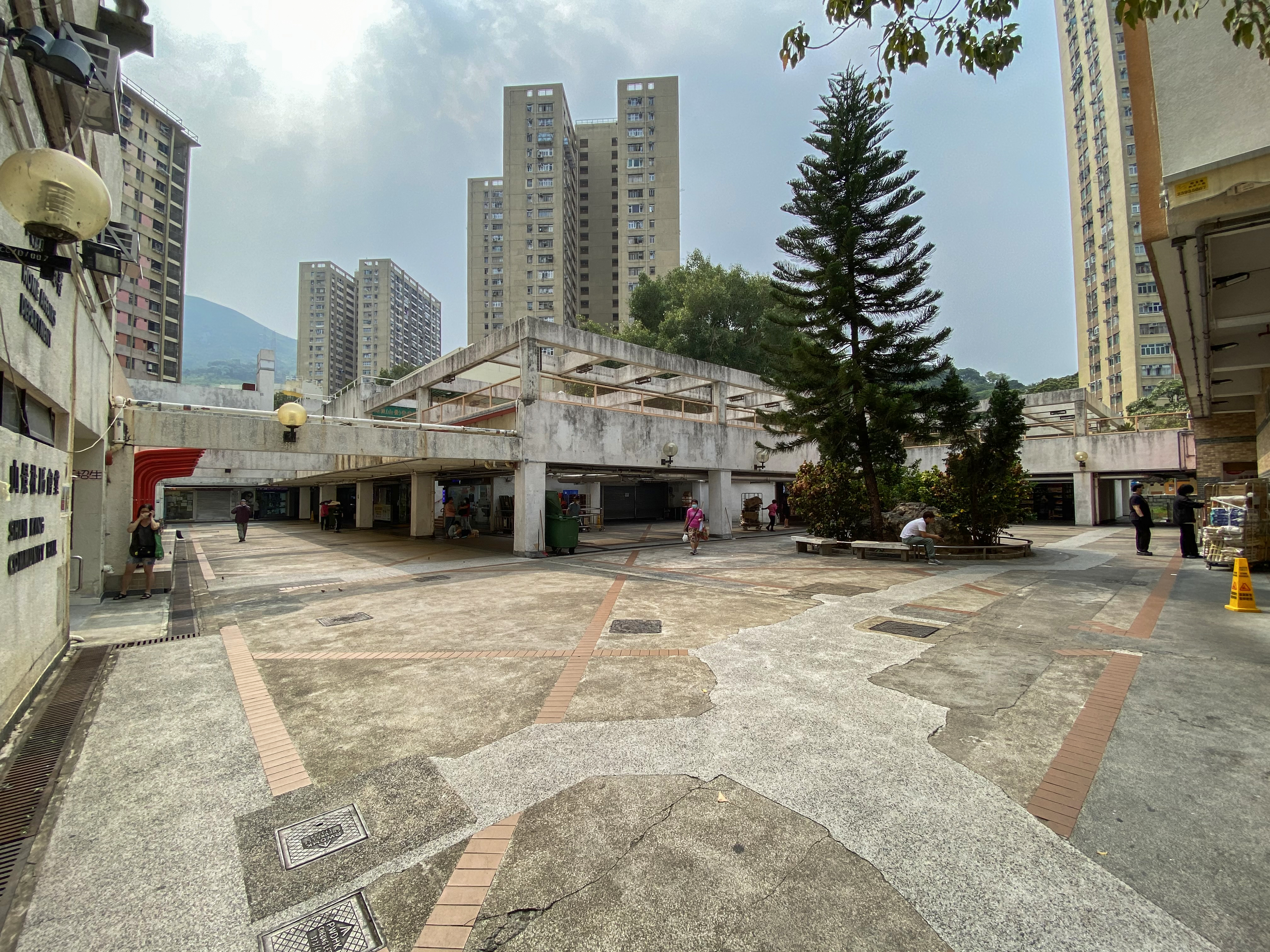
山景商場2期

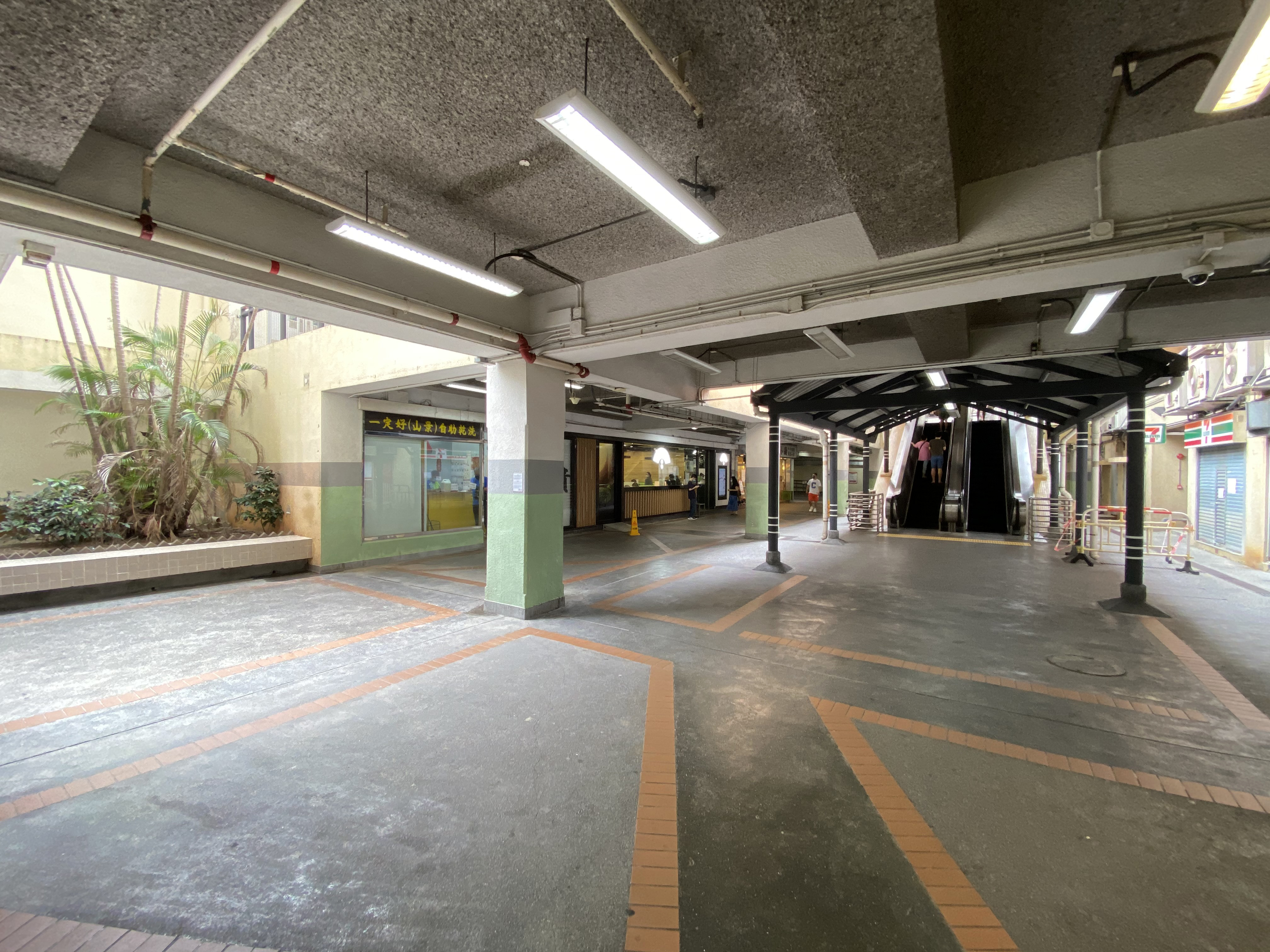
山景商場1樓入口

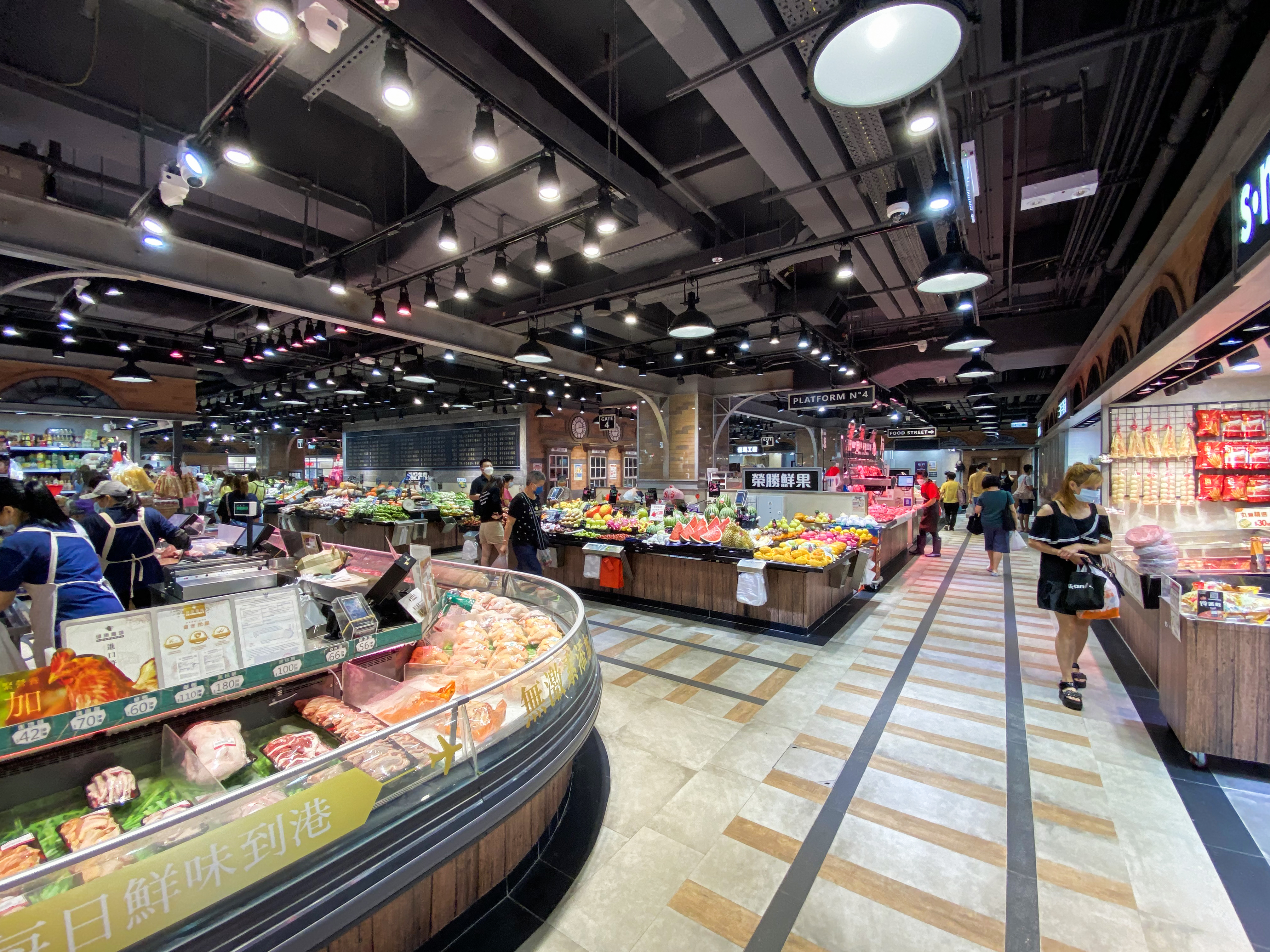
2021年1月翻新後的山景街市

山景商場樓高2層，分為兩期發展。目前由民坊負責管理。商場租戶以餐廳及民生商店為主，包括大家樂、一粥麵、麥當勞、萬寧、惠康超級市場、優品360和佳宝食品超級市場等。其他租戶包括眼鏡店、藥房、髮廊、電器店、文具店、屋苑智能迷你倉、自助乾洗店、書報社、醫務中心和教育中心等。有租戶表示，領展管理下的租金十分昂貴，一直只靠靠民生生意來支撐。而2018年12月領展出售商場前，商場空置的舖位達32間。
當中，山景街市完成七個月的翻新工程後，在2021年1月25日開幕。翻新後以歐洲復古火車站設計，並加設小食街，營業至凌晨12時。而山景邨商場將在2021年6月起進行翻新工程，所有商店將陸續結業。

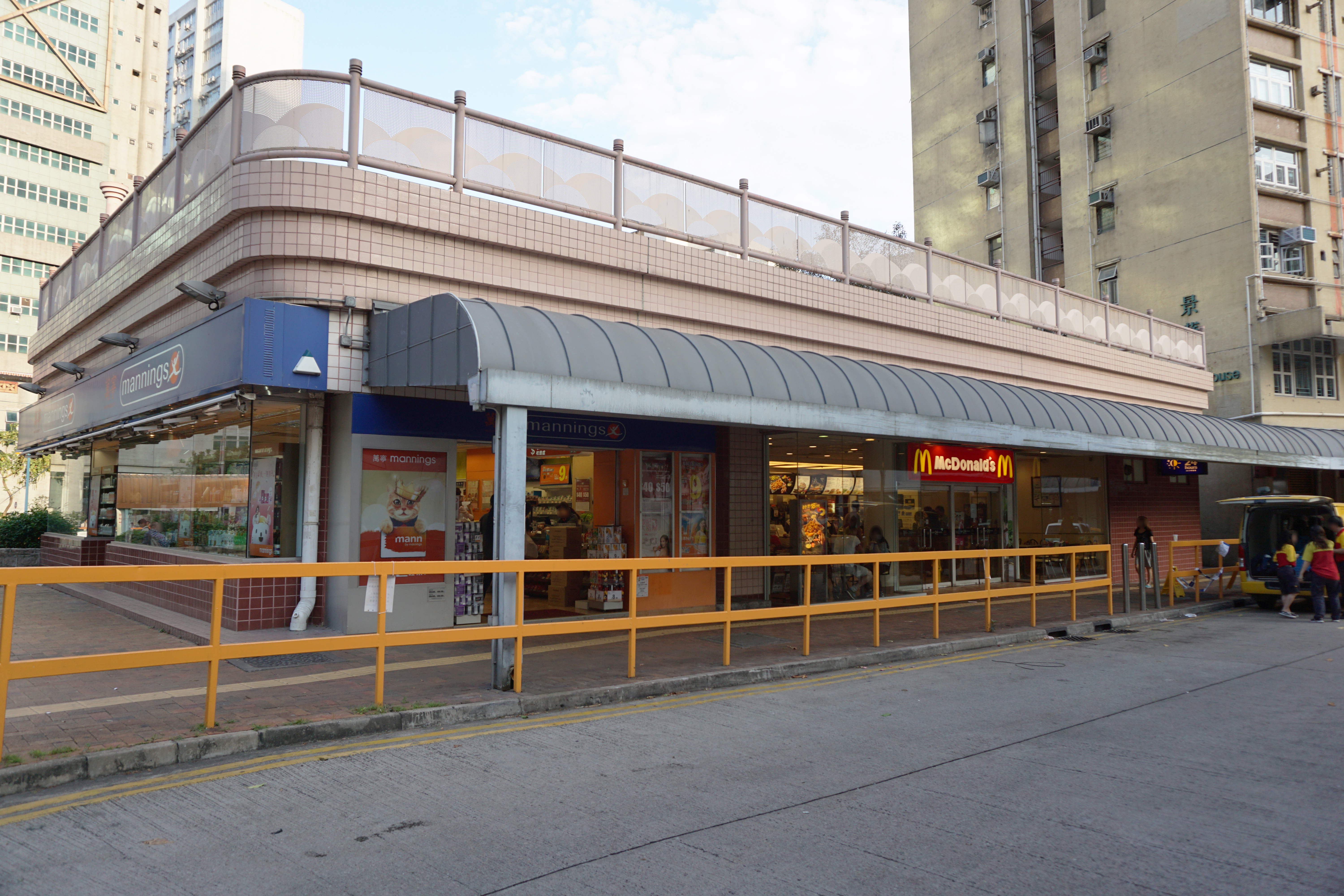
山景商場1期1樓萬寧及麥當勞
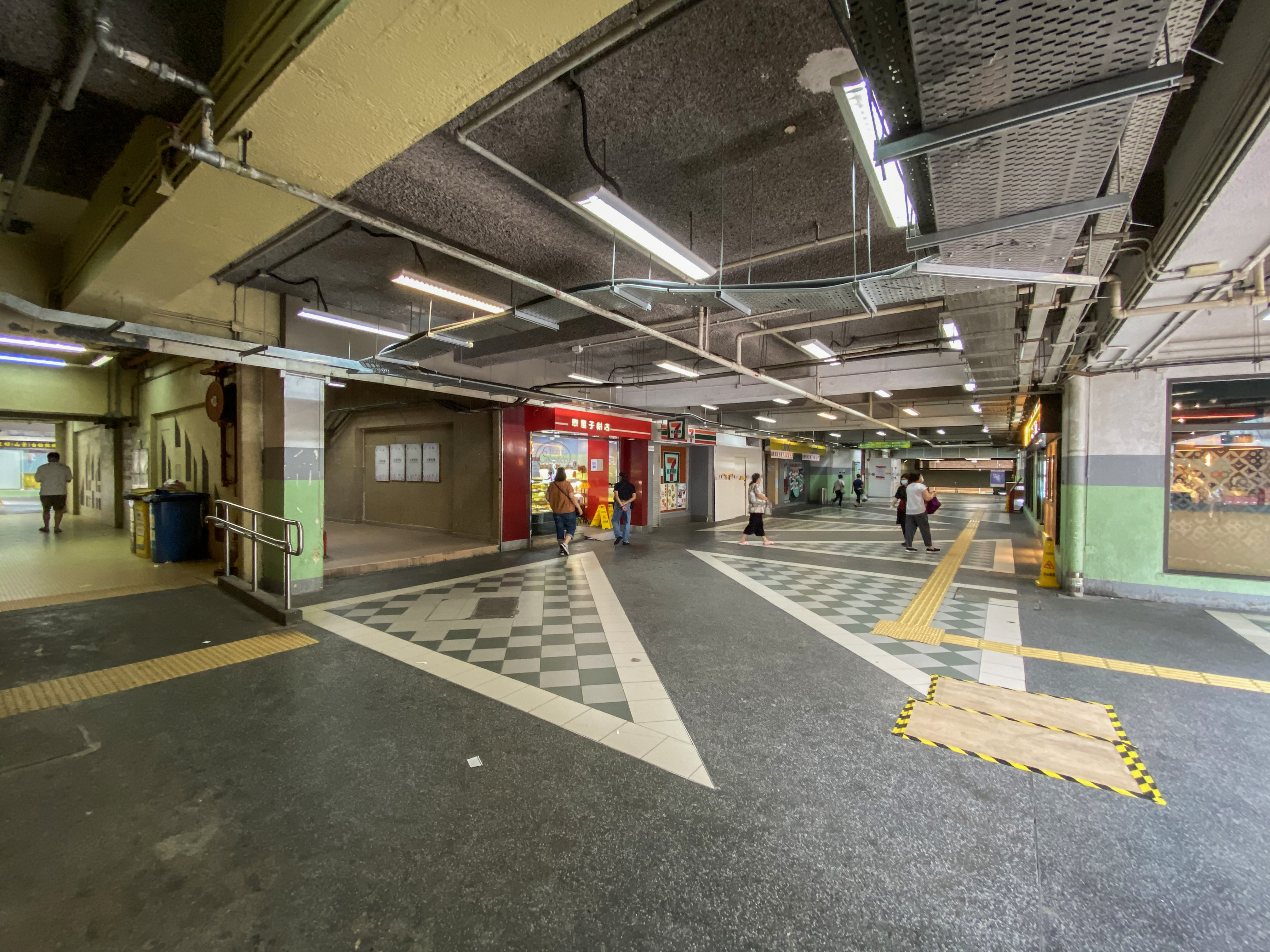
山景商場1期1樓餅店、7-11便利店、日本城及一粥麵
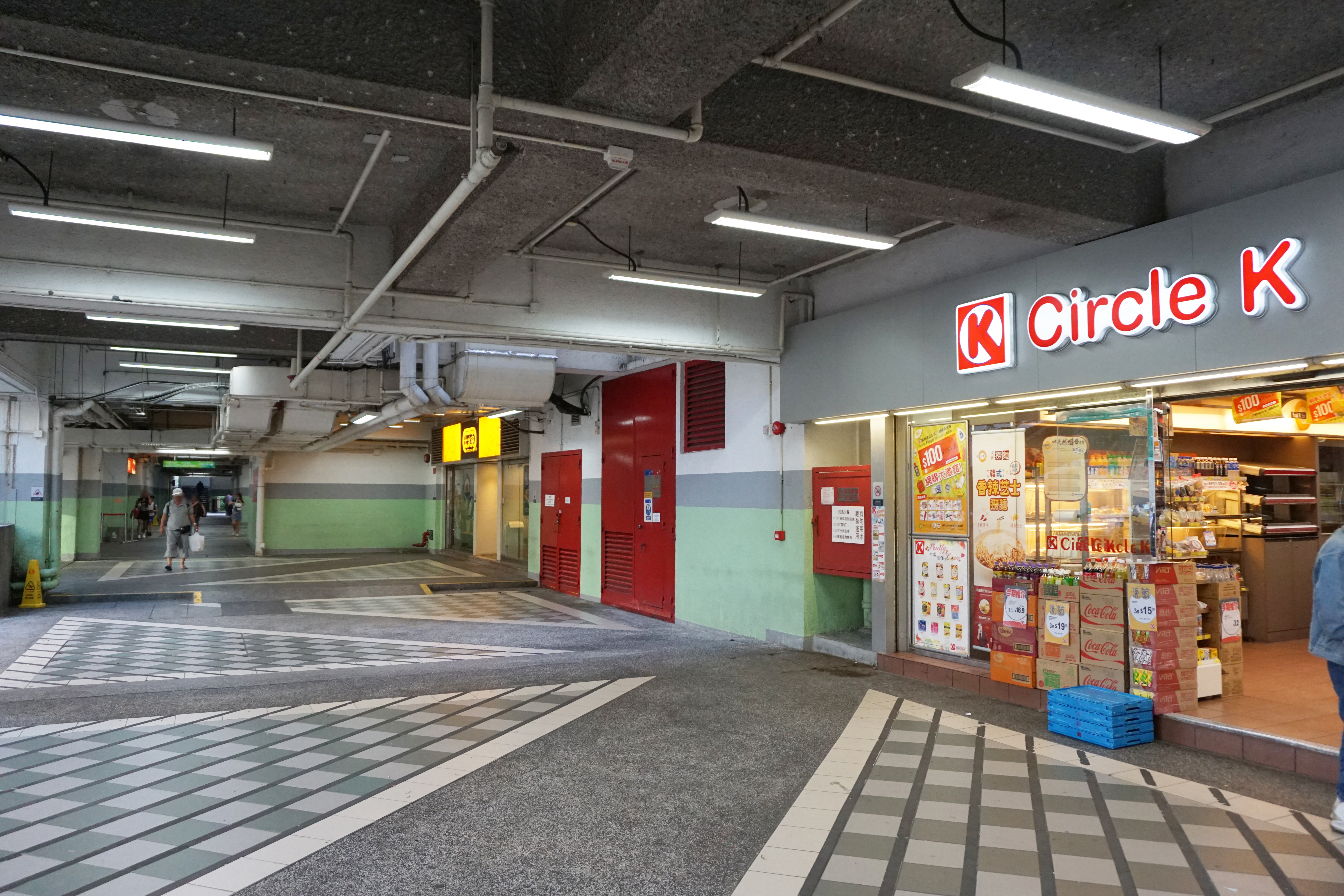
山景商場1期1樓大家樂及OK便利店
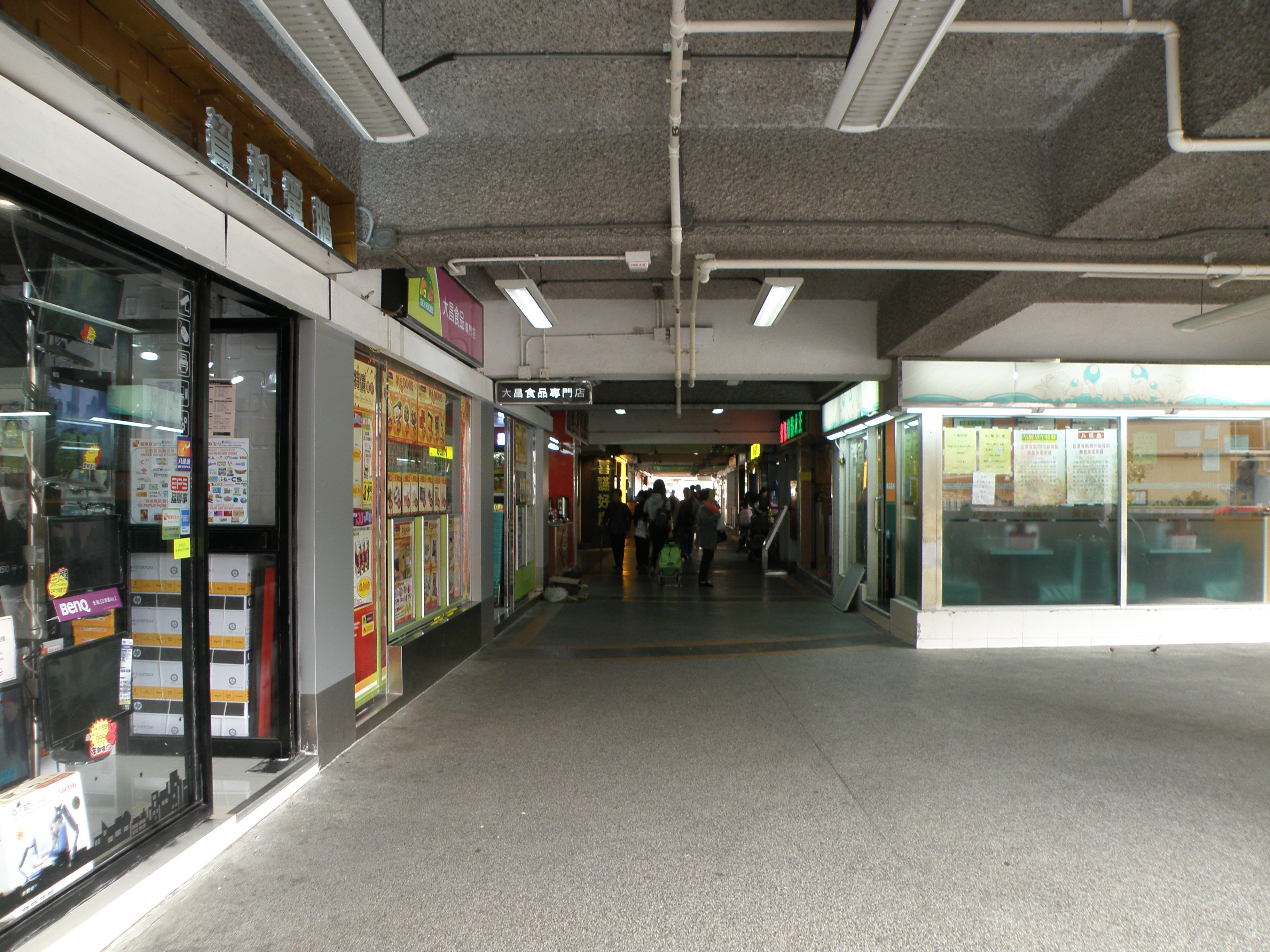
山景商場1期2樓
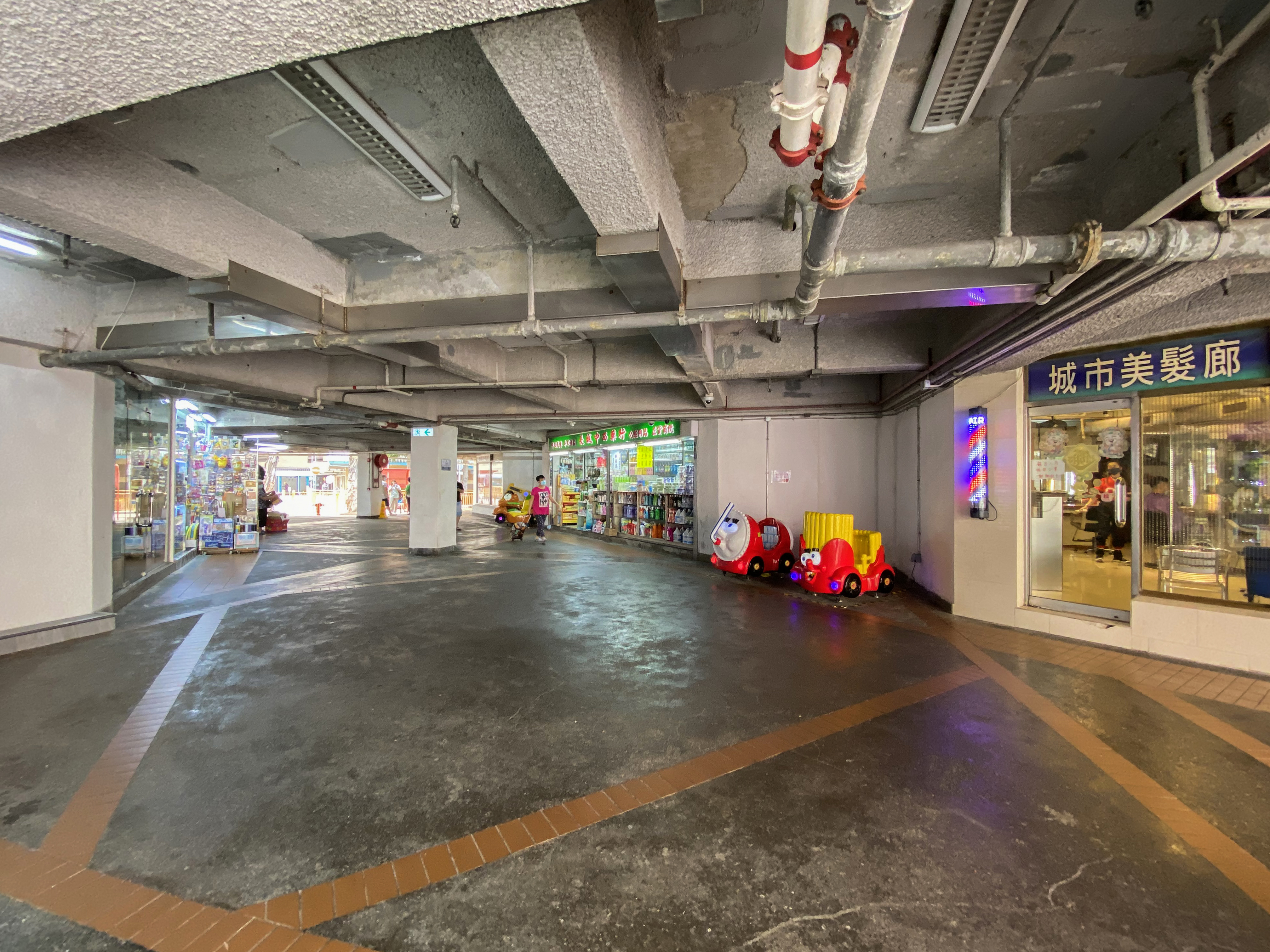
山景商場2期
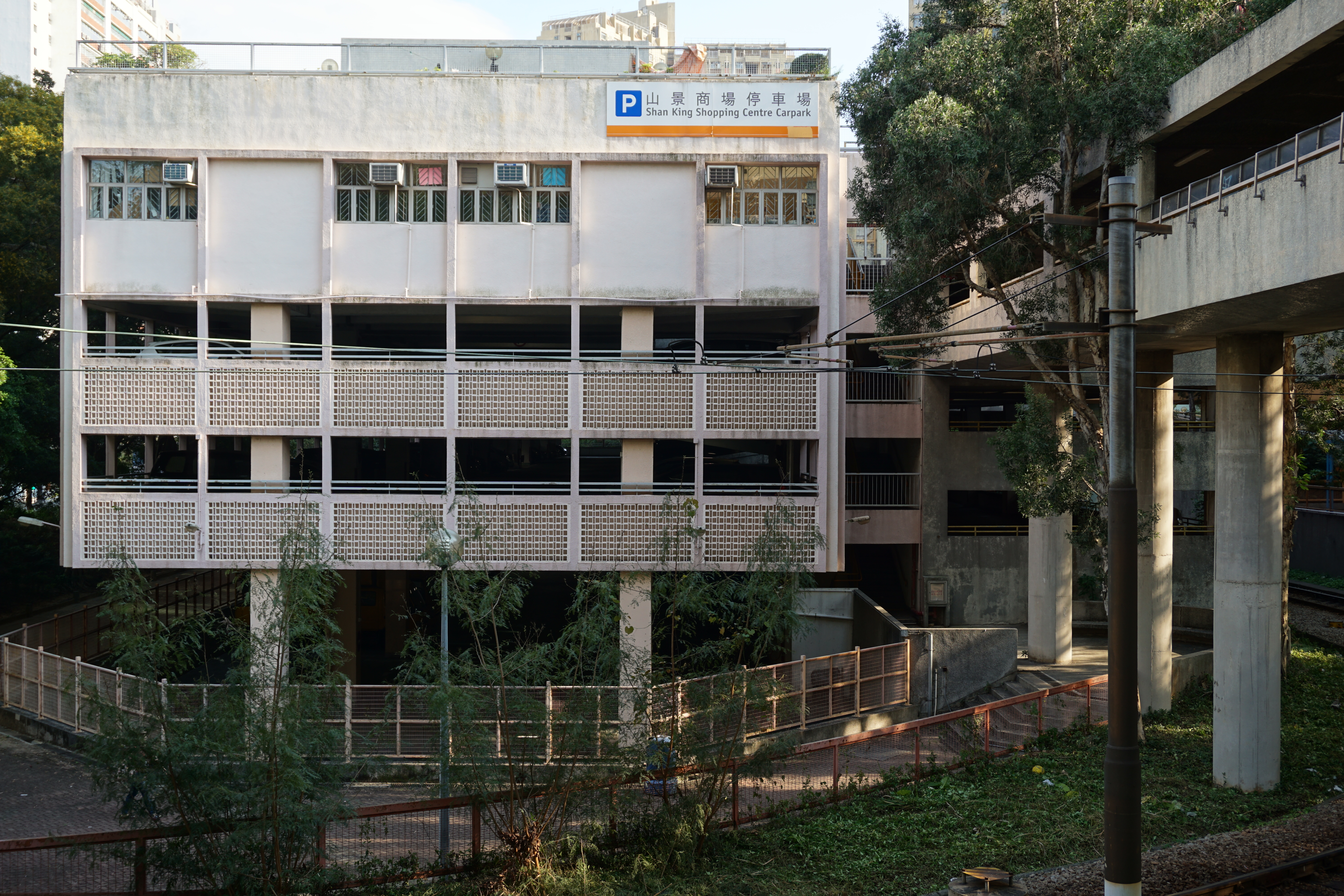
山景商場停車場
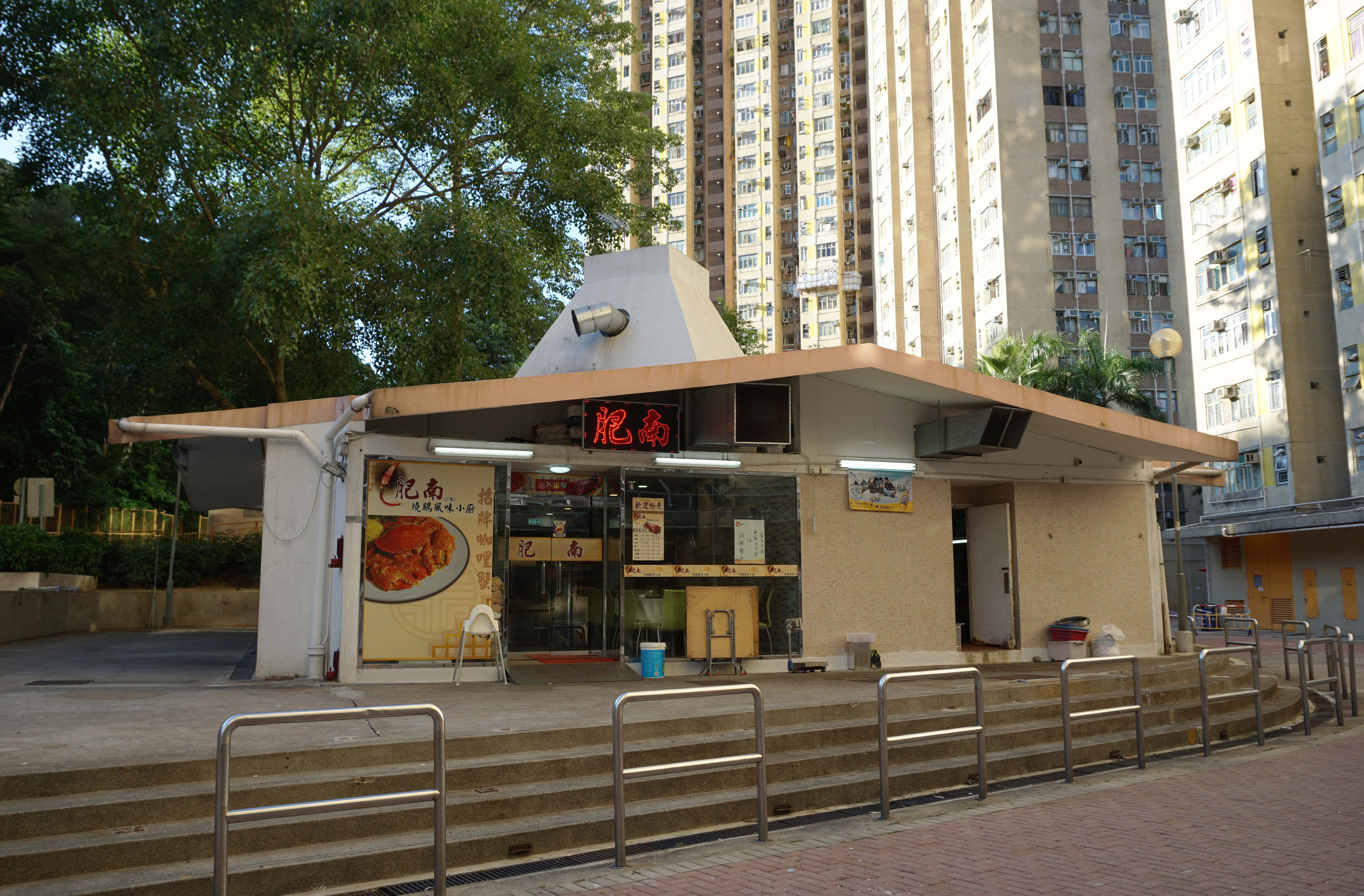
冬菇亭熟食檔

### 社區設施

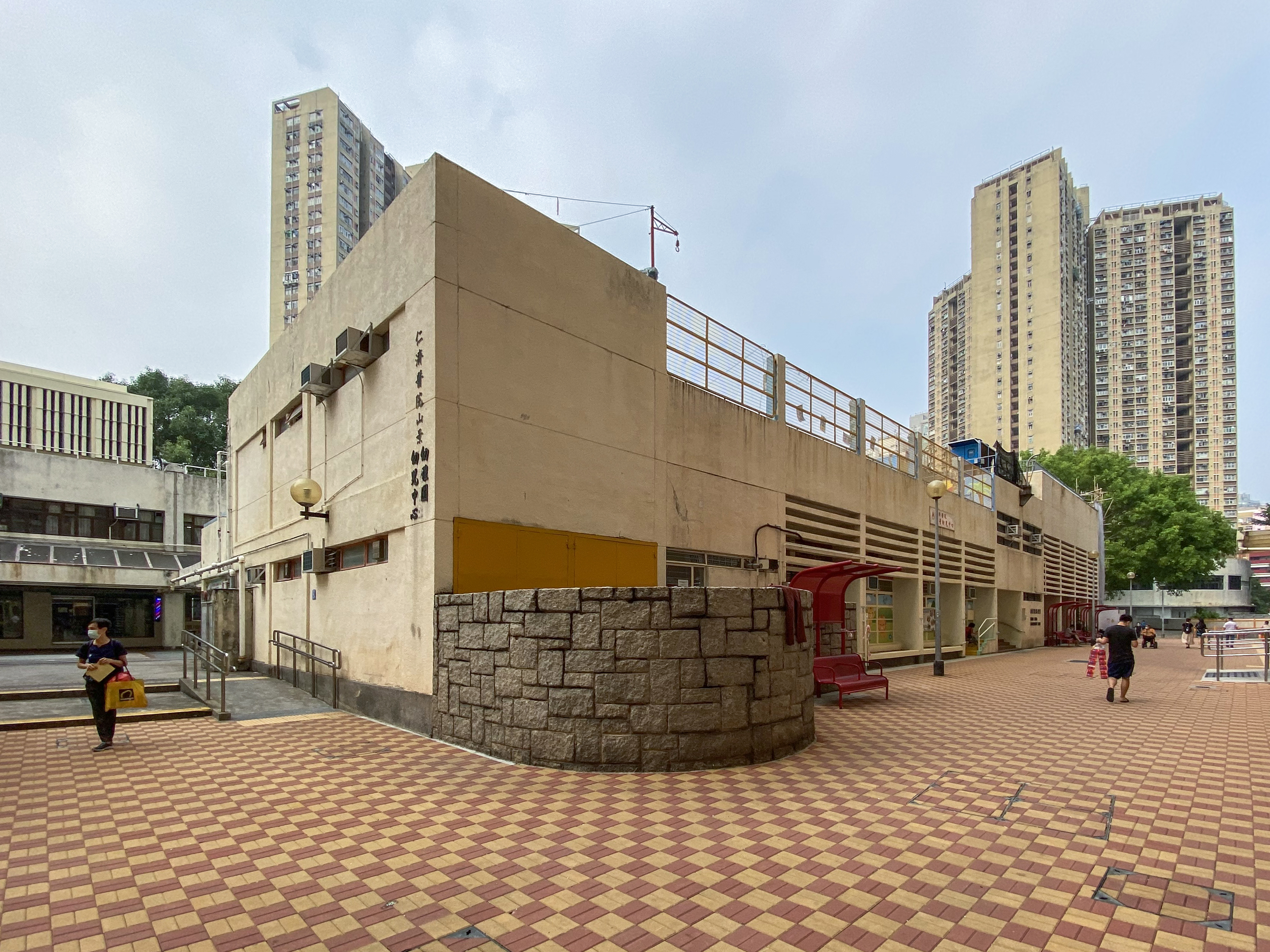
山景社區會堂

山景邨設有社康大樓，租戶包括匡智山景中心，扶康會山景成人訓練中心和鄰舍輔導會屯門區綜合康齡服務中心。而大廈地面設基督復臨安息日會山景綜合青少年服務中心，*新生精神康復會山景宿舍和新生精神康復會新生銀禧宿舍 (中度弱智人士宿舍)。

## 教育及福利設施

### 幼稚園
- 聖公會青山聖彼得堂山景邨幼稚園（页面存档备份，存于）（1983年創辦）（位於景貴樓地下1至11號）
- 仁濟醫院山景幼稚園（页面存档备份，存于） （1985年創辦）（位於山景邨社區會堂隔鄰）
- 東華三院李黃慶祥紀念幼稚園（页面存档备份，存于） （1986年創辦）（位於景麗樓地下A及B翼）
- 山景邨浸信會幼稚園（页面存档备份，存于） （1986年創辦）（位於景業樓地下A及B翼）

已結束
- 中國基督教播道會蘇森紀念幼兒學校（1986年創辦，於2009年停辦）

私營補習機構
- 依師教育中心
- 高天教育中心

### 小學
- 道教青松小學
- 樂善堂梁黃蕙芳紀念學校

### 中學
- 仁愛堂田家炳中學
- 仁愛堂陳黃淑芳紀念中學
- 恩平工商會李琳明中學
- 明愛屯門馬登基金中學

### 專上及職業教育
- 明愛社區進修中心-山景 （位於山景邨商場209-210舖）

### 成人訓練中心暨宿舍
- 扶康會山景成人訓練中心（页面存档备份，存于） （1988年創辦）（位於山景邨社區康樂大樓3樓3號室）

## 途經之公共交通服務

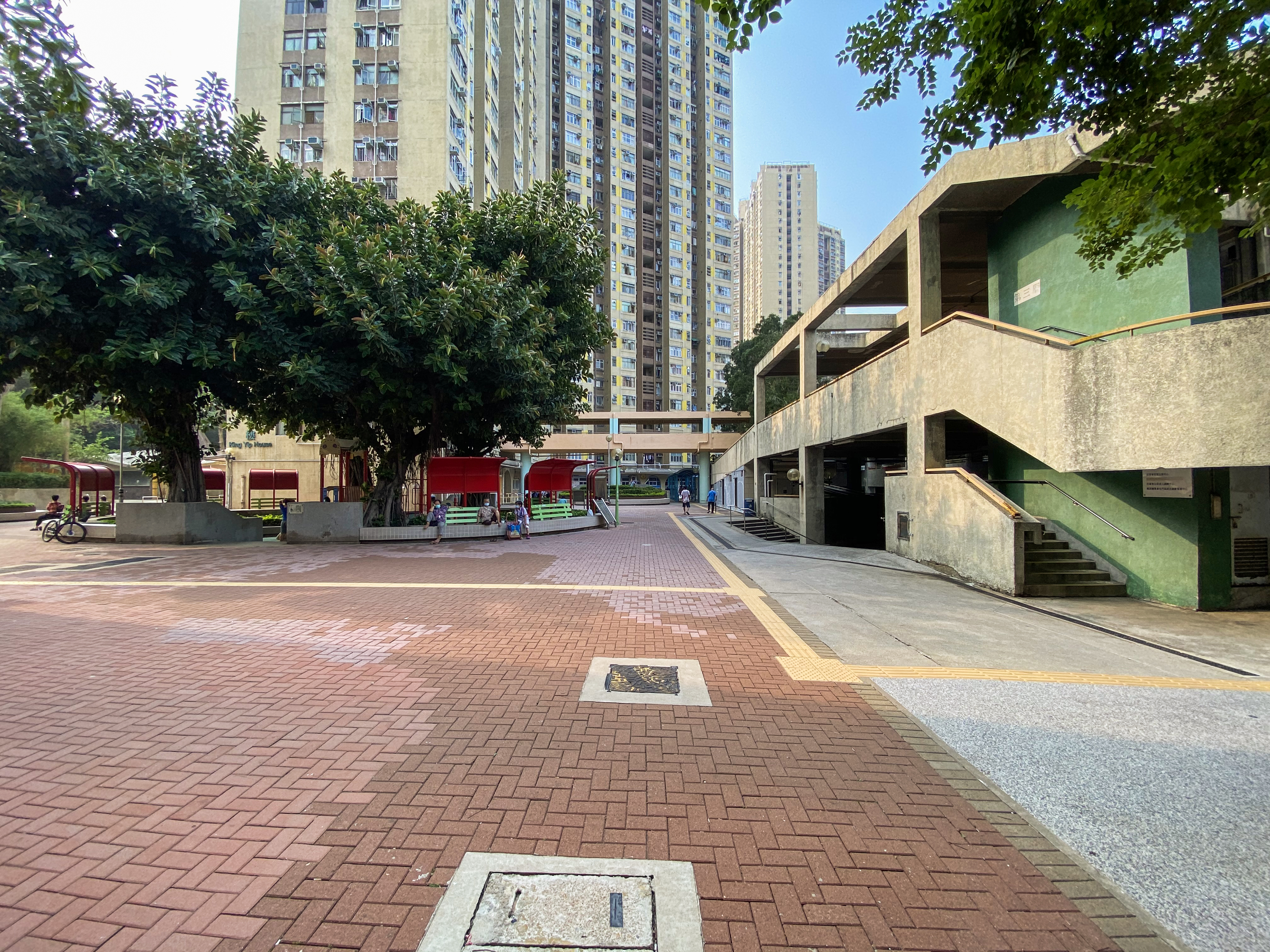
山景（北）站連接屋苑範圍

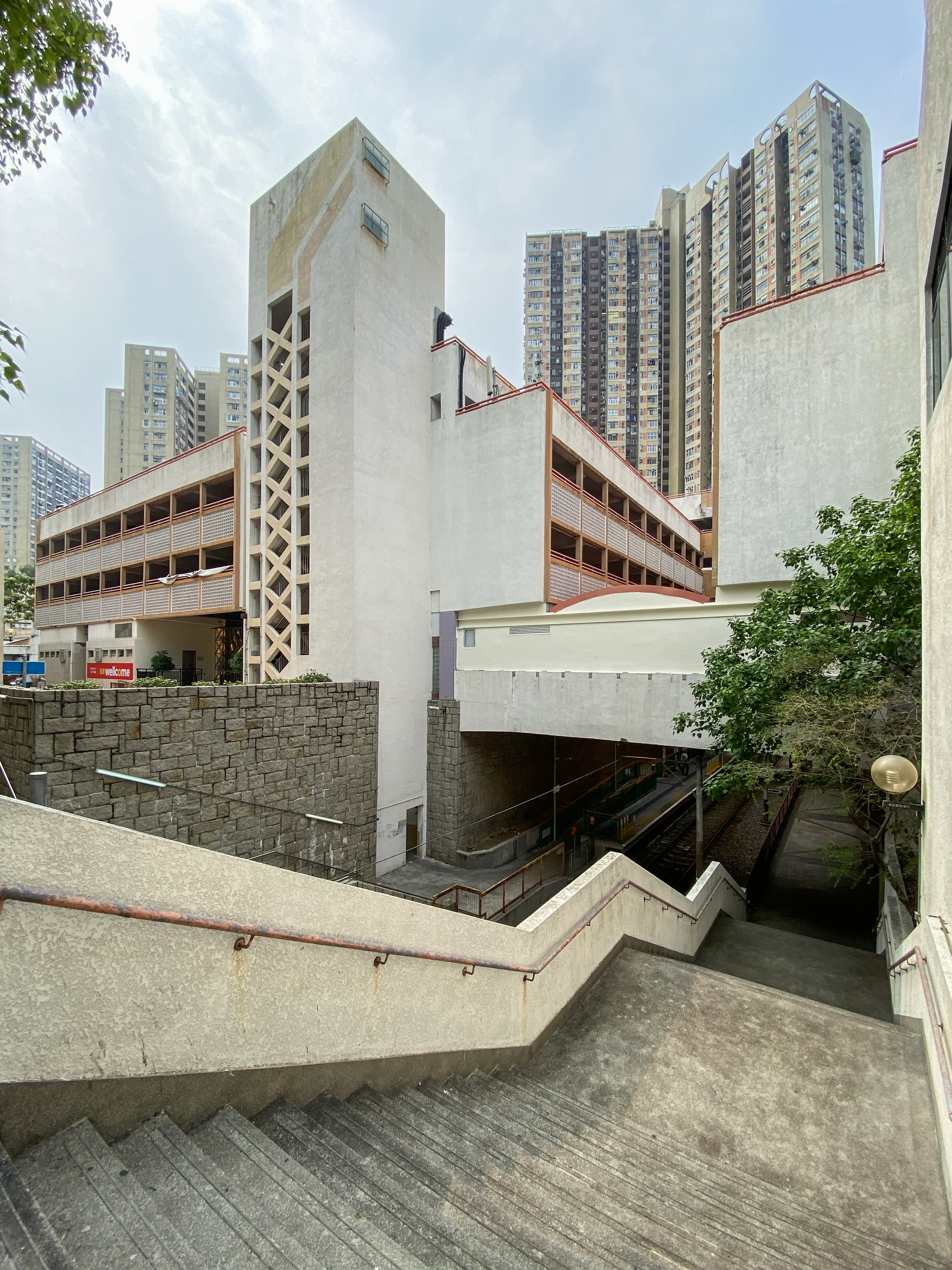
商場往輕鐵山景（南）站的樓梯

### 區議員辦事處
- 陳有海議員辦事處：景貴樓25號地下[10]
- 徐帆議員辦事處：景貴樓25號地下[11]

已結束
- 黃丹晴議員辦事處：景貴樓地下25號[12]

## 區議會議席分佈
| 範圍／年度                               | 2000-2003  | 2004-2007 | 2008-2011 | 2012-2015 | 2016-2019 | 2020-2023 | 2024-2027  |
| ---------------------------------------- | ---------- | --------- | --------- | --------- | --------- | --------- | ---------- |
| 景富樓、景貴樓、景榮樓、景安樓以及景樂樓 | 山景南選區 | 山景選區  | 山景選區  | 山景選區  | 山景選區  | 山景選區  | 屯門西選區 |
| 景業樓與景華樓                           | 山景北選區 | 山景選區  | 山景選區  | 山景選區  | 山景選區  | 山景選區  | 屯門西選區 |
| 景美樓與景麗樓                           | 山景北選區 | 景興選區  | 景興選區  | 景興選區  | 景興選區  | 景興選區  | 屯門西選區 |

## 事件

### 夫斬妻倫常慘劇
1987年8月19日，景安樓C座2406室發生倫常命案，一名37歲為退職警員的何姓男子，因婚姻及撫養權問題，在屋內斬死30歲連姓妻子，前往處理個案的女社工亦被何姓男子斬傷，其間與警對峙九小時。何姓男子因誤殺罪名被判囚七年。

### 管理爭議
自2011年起，山景邨業主立案法團及新昌物業管理公司的處事方式一直備受爭議。例子包括保安員阻止老人到球場曬太陽、不讓幼稚園開窗、晚上提早關閉球場設施、以至拒絕改善危險設施等等。不單止長者，一般居民都怨聲載道，更被傳媒稱為北韓式屋邨（即是：朝鮮式屋邨）。
到2015年6月，由11間大型社福及教育機構組成「山景邨教育及社會服務聯席」，控訴5年來遭屯門山景邨業主立案法團及管理公司無理刁難，包括阻撓義工探訪、禁用球場、不准學校開窗和復康巴士不能在門口停泊，傷殘人士及長者需行100米上落車。多個政府部門束手均無策，屯門民政事務處曾聯絡該邨法團都不果。立法會福利事務委員會主席張國柱表示，將去信時任政務司司長林鄭月娥促責成部門處理事件。到2017年9月，問題仍未解决，有線新聞「新聞刺針」嘗試去找法團主席，但亦被保安阻撓，最終未能找到。
現時，山景邨的物業管理公司是置佳物業服務有限公司。

### 景華樓倫常血案
2009年6月24日，景華樓19樓發生患過度活躍症的兒子謀殺母親兇案，25歲青年盧俊肇疑向46歲郭姓母親索款不果，揮刀斬殺母親44刀後逃去。警方翌日在殮房將前來認屍的疑兇拘捕，控以謀殺罪。疑兇審訊中途突在陪審團面前承認謀殺親母，法官形容案件是悲劇，依例判被告終身監禁。
2009年8月14日，景華樓3樓C座發生兒子謀殺父親兇案，27歲青年梁嘉傑疑向其65歲父親索款不果爭執，期間父親遭人狠推，跌倒時頭撼櫃角重創，惟有人見死不救，十二小時後驚見父親昏迷不醒始知闖禍，即清理現場繼而報警將父親送院，惜腦出血傷重不治；兒子涉嫌謀殺被捕。2010年，梁嘉傑誤殺罪成，判囚4年。

### 母子雙亡案
2017年9月7日，一對分別48歲和15歲幼子的窮困母子被發現在景安樓13樓一單位家中死亡數周後才被發現，疑似餓死，報道稱事發單位為隱蔽家庭，單位內沒有食物，除了欠交租金，電力、供水和電話也已經因欠費而被截斷。其15歲兒子早已在2011年輟學，但教育局自2012年後未有再跟進該個案，亦無發出入學令，時任立法會議員張超雄批評局方不負責任。

### 清潔工人墮垃圾槽摔死
2021年1月21日晚上10時許，有人於景樂樓附近聽到疑似嬰兒喊聲，直到零時17分，警方接報後發現一名60歲的兼職清潔工人倒臥於其中1個垃圾桶內，當場喪命。警方經初步調查後，懷疑從35樓垃圾槽直接摔下地面垃圾房，將案件列作「工業意外」處理。勞工處正調查意外原因。到2022年3月15日，屯門裁判法院裁判官施祖堯認為公司曾提議更改槽口設計被拒絕，因而裁定承辦商香港工商清潔服務有限公司罰款2萬元。立法會議員及工會均批評法庭的判刑欠缺阻嚇力，勞工處表示會考慮上訴。而根據控罪，最高罰款為20萬元。不過其後承辦商不服定罪提上訴，不滿原審裁判官向證人詢問逾 900 條問題，取代了主控職能，影響審訊公平性。到2022年11月7日，高院法官李運騰頒下判詞，裁定承辦商上訴得直，撤銷定罪及擱置其罰款。死者胞弟對裁決感到失望，認為裁決對家屬不公平，反映「技術上有法律罅」，不代表承辦商沒有錯處，而法例亦沒有足夠阻嚇力。

### 黃駿軒墮樓身亡
2022年6月6日，警方指傍晚6點52分接獲途人報案，發現一名26歲黃姓男子倒臥景美樓對開，警方表示警員接報到場後，證實該名男子身份是足球員黃駿軒，當場證實死亡，終年26歲。

### 保安員遭自稱黑幫毆打
2023年10月25日凌晨零時許，多名男子在因鎖車問題在景樂樓對出的巴士站包圍兩名保安員，其中一名男子辱罵並襲擊其中一名保安員，兩名保安員嘗試離開，但男子追上並掌摑其中一名保安員，又將保安員拉倒在地上，男子的同黨立即對倒地的保安拳打腳踢，直至有人勸喻，各人才肯收手，登車離開。男子期間多次自稱新義安。